# Jasnogorskij rajon
Lo Jasnogorskij rajon (in russo Ясногорский район?) è un rajon dell'Oblast' di Tula, in Russia. Istituito nel 1924, il capoluogo è Jasnogorsk.